# حمام حاج صالح
حمام حاج صالح مربوط به دوره صفوی - دوره زند است و در سقز، بافت قدیم شهر، محدوده بازار قدیمی واقع شده و این اثر در تاریخ ۱۶ آبان ۱۳۷۹ با شمارهٔ ثبت ۲۸۳۰ به‌عنوان یکی از آثار ملی ایران به ثبت رسیده‌است.
این حمام مجموعه کاملی است که همهٔ ویژگی‌های یک حمام را دارد و شامل بخش‌های مختلفی چون بینه، سربینه، گرمخانه، خزینه، خلوتی‌ها، تون انبار (مخزن سوخت حمام)، سیستم آبیاری و فاضلاب است.
قدمت این حمام به دوران صفویه برمی‌گردد اما بخش‌هایی از آن در دوران زندیه به بنا الحاق شده و در واقع قدیمی‌ترین حمام به جا مانده در شهر سقز است.
در مقطعی از زمان شخصی به اسم حاجی صالح که از رجال صاحب سقز بوده نسبت به خرید این بنا اقدام کرده و از همین‌رو به حمام حاج صالح مشهور شده‌است، اما با توجه به سبک معماری و دیگر شواهد موجود، بانی حمام شخص دیگری غیر از حاجی صالح بوده‌است.
فضای داخلی حمام هم‌چون اغلب حمام‌های تاریخی دارای پوششی آهک‌بُری با نقوش متنوع شامل صحنه‌های شکار، فرشته بالدار و نقوش هندسی است.
کادربندی و آهک‌بُری‌های سقف و دیوارها و حجاری ستون‌ها از تزئینات بناست، آهک‌بری در حمام همان کاربرد گچبری در بناهای دیگر را دارد، در تزئین و معماری حمام از گچ استفاده نمی‌کنند چون در فضای بخارآلود و مرطوب آن مقاومت خود را از دست داده و می‌ریزد در حالی که رطوبت به استحکام آهک نیز کمک می‌کند.
ستون‌های سنگی حمام سه تکه بوده و مقطعی هشت ضلعی دارند، نورگیرها در مرکز هر گنبد نور بیرون را به داخل محیط حمام می‌کشانند.
حفره‌های حجاری شده در سکوها نیز به عنوان جاکفشی استفاده می‌شده‌است و افراد در مدتی که در حمام مشغول استحمام بوده‌اند، دمپایی‌های چوبی به پا داشته‌اند.
آب گرم مورد نیاز برای استحمام را از درون خزینه با سطل بیرون می‌کشیده‌اند، در زیر خزینه «دیک هفت جوش» حمام قرار می‌گرفته و آن را گرم می‌کرده‌است، البته غوطه خوردن در آب خزینه خود بخشی از مراحل استحمام و در واقع آخرین مرحله بوده‌است.
مساحت کلی بنا در حدود ۹۰۰ مترمربع است که دارای پوشش سقف گنبدی بوده و با توجه به سردسیر بودن منطقه در جهت جلوگیری از هدررفت گرما و حرارت داخلی، هم‌چون غالب حمام‌های تاریخی در سطحی پائین‌تر از معابر و زمین‌های اطراف بنا شده‌است.
این حمام در دوران پهلوی به زورخانه تغییر کاربری پیدا کرد و تخریب‌ها و تغییر کاربری‌های اندکی در آن روی داد، بعد از انقلاب اسلامی این مکان تا مدتی تعطیل و متروکه باقی ماند و نوادگان و فرزندان حاج صالح نیز درصدد فروش حمام و تبدیل آن به مغازه بودند اما میراث فرهنگی استان کردستان برای جلوگیری از تخریب آن حمام را خریداری کرده و از مدتی پیش عملیات مرمت و بازسازی در این بنا آغاز شده‌است و پس از پایان اقدامات مرمتی، این حمام تاریخی به موزه تغییر کاربری خواهد داد.

## گالری

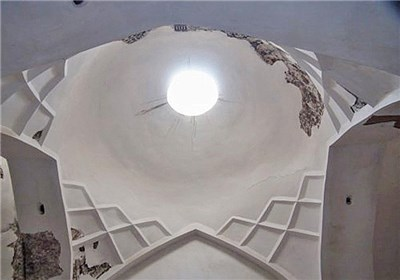
گنبد از داخل
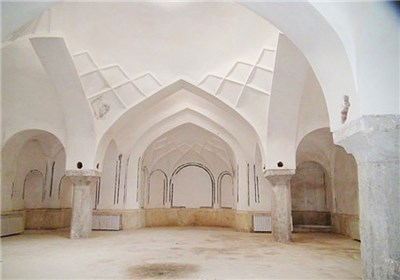
نمای داخی
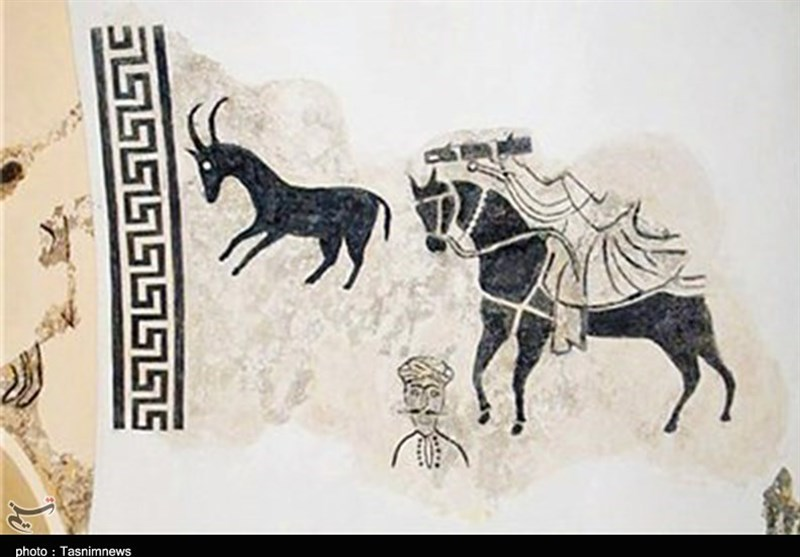
نقوش روی دیوار